# Lagascea
Lagascea es un género de plantas con flores de la familia  Asteraceae.  Comprende 30 especies descritas y de estas, solo 8 aceptadas. Se encuentra desde los Estados Unidos hasta Nicaragua.

## Descripción
Son hierbas anuales o perennes o arbustos, con raíz axonomorfa; tallos erectos, glabros a hírtulos y estipitado-glandulares. Las hojas opuestas, angostamente ovadas a ovadas, ápice agudo a acuminado, base obtusa a subauriculada, márgenes serrados, haz glabra a estrigosa, envés glabro a estrigoso o tomentoso; pecioladas o sésiles. Capitulescencias: una sinflorescencia de 8–32 capítulos uniflorales, reunidos en grupos densos a manera de cabezuelas, éstos solitarios o en conjuntos cimosos, pedúnculos estrigosos o pilosos y estipitado-glandulares, brácteas 4–6 abrazando a la sinflorescencia, desiguales en largo, lanceoladas a obovadas, libres, herbáceas, con superficie abaxial estrigosa a pilosa y a veces estipitado-glandular; involucros en 1 serie; filarias 4–5 (–6), más o menos iguales, connadas hacia el tubo involucral, superficie abaxial densamente pilosa, con 1–3 hileras de glándulas elípticas, con márgenes herbáceos y enteros; flósculos del radio ausentes; flósculos del disco solitarios, perfectos, las corolas con lobos parcialmente reflexos a erectos, con garganta angostamente infundibuliforme; estilo bífido. Aquenios angostamente elipsoides a obovoides, menudamente canaliculados; vilano una corona eroso-pubescente o de aristas cortas y pubescentes.

## Taxonomía
El género fue descrito por Antonio José de Cavanilles y publicado en Anales de Ciencias Naturales 6(18): 331–333, pl. 44. 1803. La especie tipo es Lagascea mollis Cav.	

## Especies aceptadas
A continuación se brinda un listado de las especies del género Lagascea aceptadas hasta julio de 2012, ordenadas alfabéticamente. Para cada una se indica el nombre binomial seguido del autor, abreviado según las convenciones y usos.
- Lagascea angustifolia DC.
- Lagascea aurea Stuessy
- Lagascea biflora Hemsl.
- Lagascea decipiens Hemsl.
- Lagascea heteropappus Hemsl.
- Lagascea mollis Cav. - romerillo cimarrón de Cuba[4]
- Lagascea palmeri (B.L.Rob.) B.L.Rob.
- Lagascea rigida (Cav.) Stuessy